# Torre di Porto Conte
La torre di Porto Conte, storicamente e ufficialmente in catalano algherese La Torre del Port del Comte, è una torre costiera appartenente al complesso di strutture fortificate che dall'alto medioevo sino alla metà del XIX secolo hanno costituito il sistema difensivo, di avvistamento e comunicazione delle coste della Sardegna. Il fortilizio, ubicato a una trentina di metri dal mare, si affaccia sull'omonima baia, a poca distanza della frazione di Maristella, a fianco del faro di Porto Conte. Amministrativamente fa parte del comune di Alghero, da cui dista una decina di chilometri.

## Descrizione
La torre, di forma tronconica, a un piano, è costruita con pietra calcarea reperita nell'immediato entroterra. Da una relazione del capitano Marco Antonio Camos risulta edificata nel 1572 e, con un'altezza di 13 metri e un diametro alla base di 18, si colloca fra le più grandi torri costiere della Sardegna. Le condizioni statiche e architettoniche del sito vengono considerate buone.
Come nella gran parte delle torri sarde, il portello d'ingresso è collocato a un'altezza di circa cinque metri dal suolo per consentire l'accesso esclusivamente con l'ausilio di scalette in corda o legno, velocemente retraibili in caso di pericolo.
L'interno della torre presenta un ampio vano circolare suddiviso in tre ambienti con pilastro centrale che regge la volta a fungo.
La terrazza o piazza d'armi si raggiunge grazie a una ripida scala ricavata all'interno del muro perimetrale e terminante con un boccaporto, in origine sormontato da una garitta realizzata a protezione dagli agenti atmosferici. Sulla terrazza era presente la cosiddetta "mezzaluna", una struttura leggera semicircolare fatta di coppi e canne che poggiava sul parapetto, eseguita allo scopo di offrire riparo a soldati e munizioni. La piazza d'armi conserva ancora in buone condizioni parapetto, spalamento (il parapetto lato terra), e le quattro piombatoie sorrette da mensole in legno.
Da segnalare il vano situato al piano terra, originariamente cisterna per l'approvvigionamento idrico, negli anni '90 restaurato e utilizzato per un certo periodo come locale notturno, con accesso dal piano stradale grazie a un ingresso realizzato per l'occasione.
La torre ospita il Museo Antoine De Saint-Exupery.

## Dotazioni
Per le notevoli dimensioni la torre era classificata come "gagliarda" o de armas cioè di difesa pesante; ospitava una guarnigione composta da un alcaide (il comandante), un artigliere e tre soldati che disponevano di sette fucili, una spingarda e due cannoni calibro 10,9.
La torre di Porto Conte è in contatto visivo con quella del Buru, di Tramariglio e della Pegna.

## Tutela
La torre e l'area circostante sono sottoposte ai vincoli previsti dal codice dei beni culturali e del paesaggio, emanato con il decreto legislativo del 22 gennaio 2004 n. 42 ai sensi dell'articolo 10 della legge 6 luglio 2002, n. 137 relativo alla delega per il riassetto e la codificazione in materia di beni culturali e ambientali, spettacolo, sport, proprietà letteraria e diritto d'autore.

## Galleria d'immagini

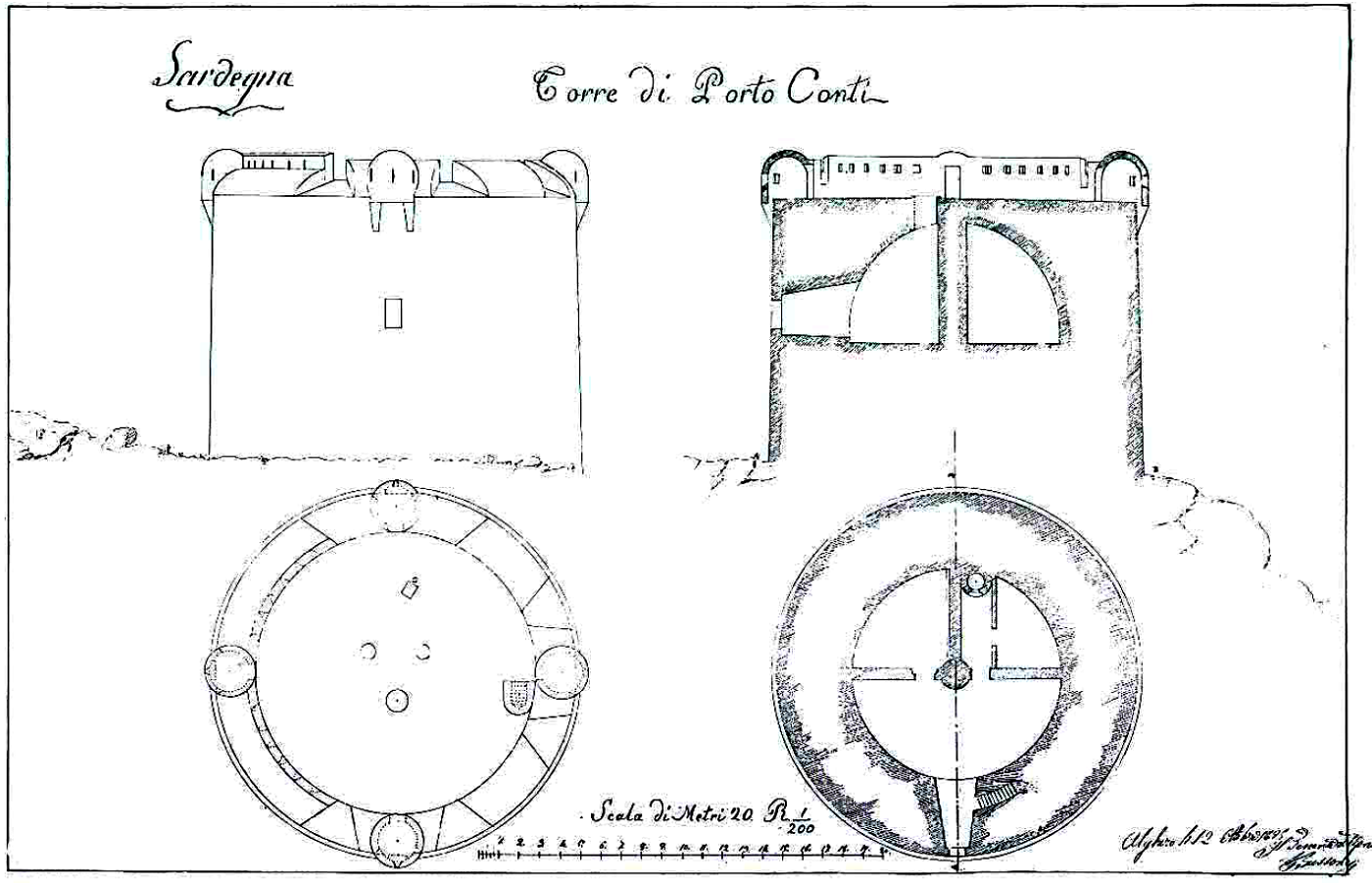
Il progetto della torre
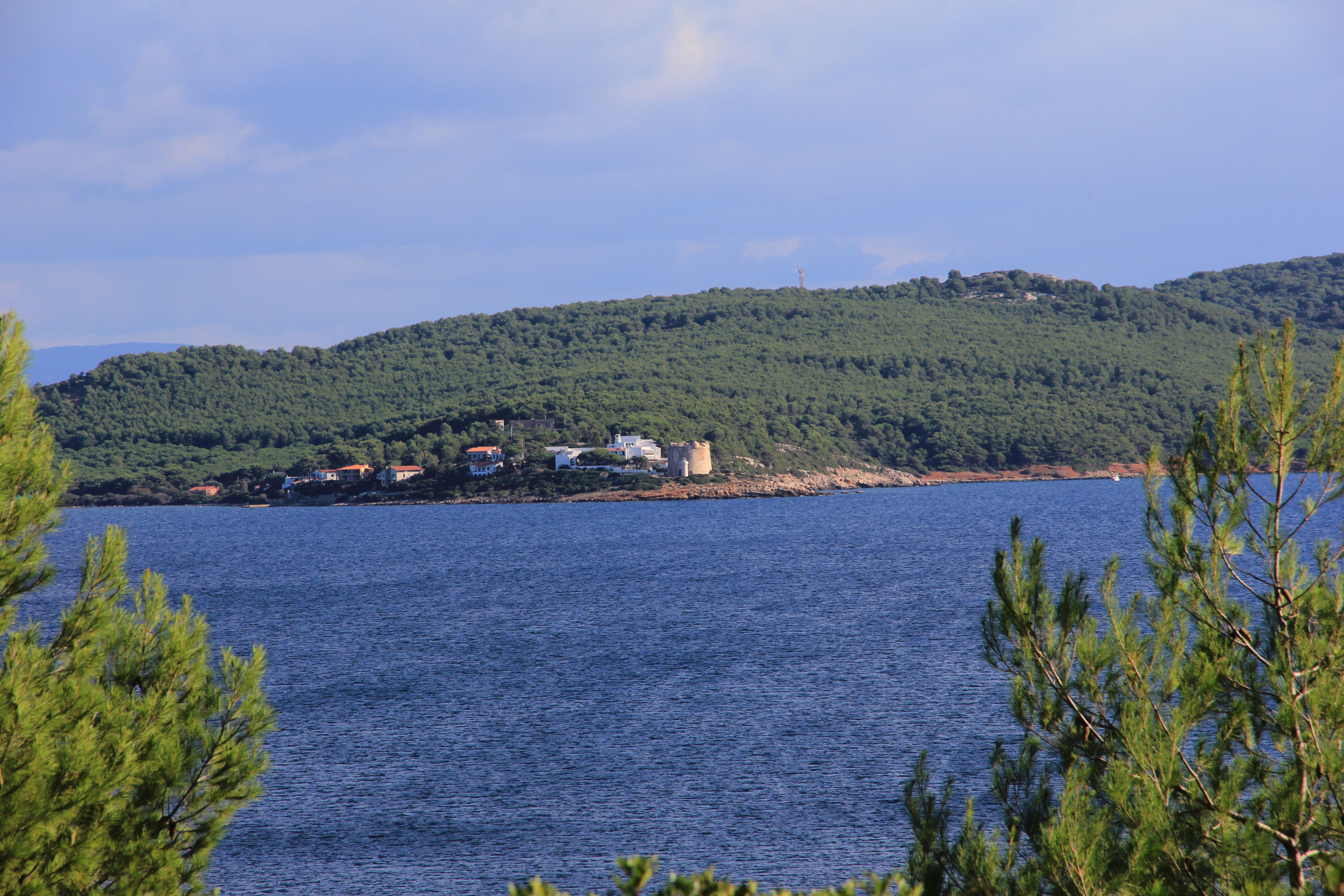
Vista da Tramariglio
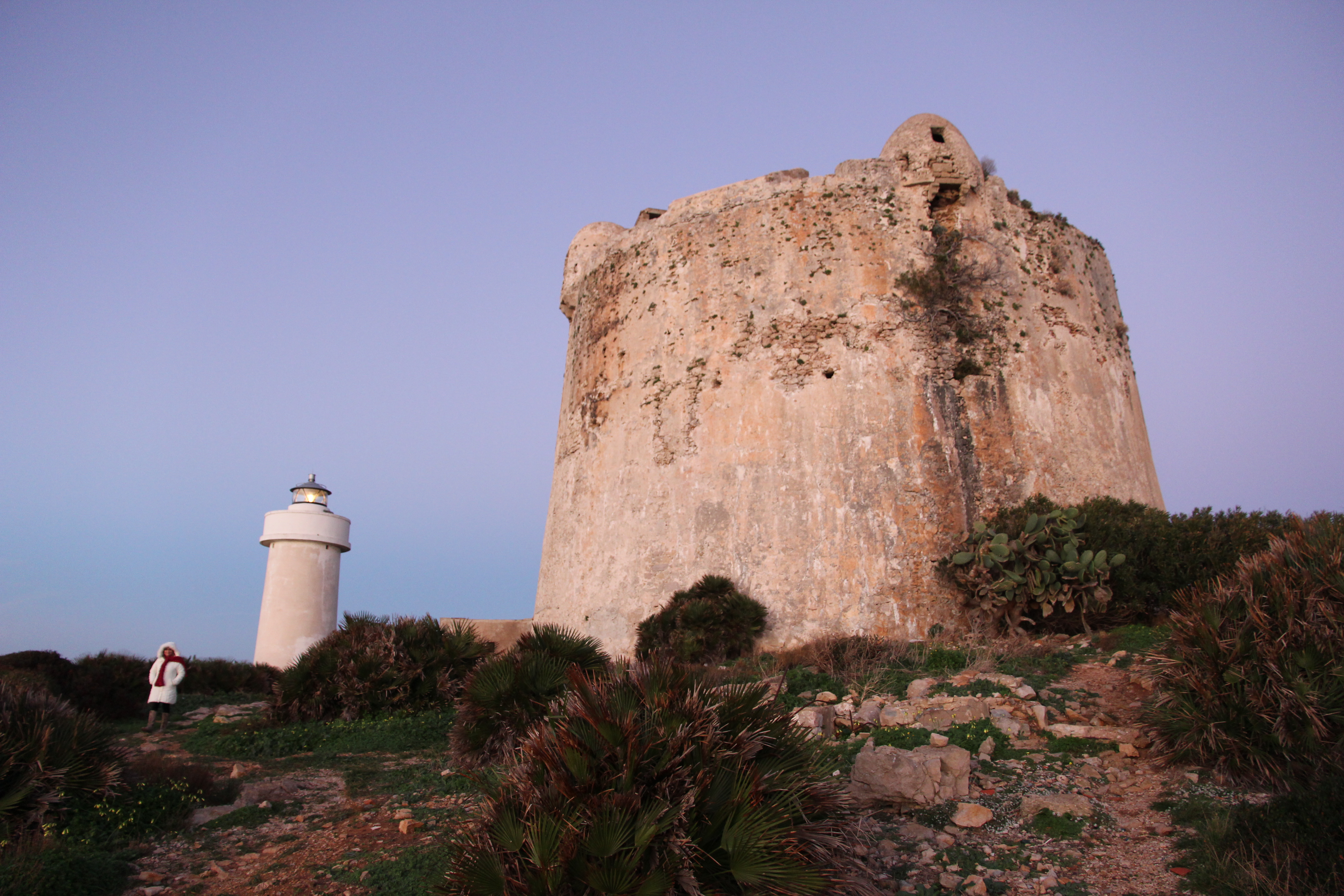
Torre e faro di Porto Conte
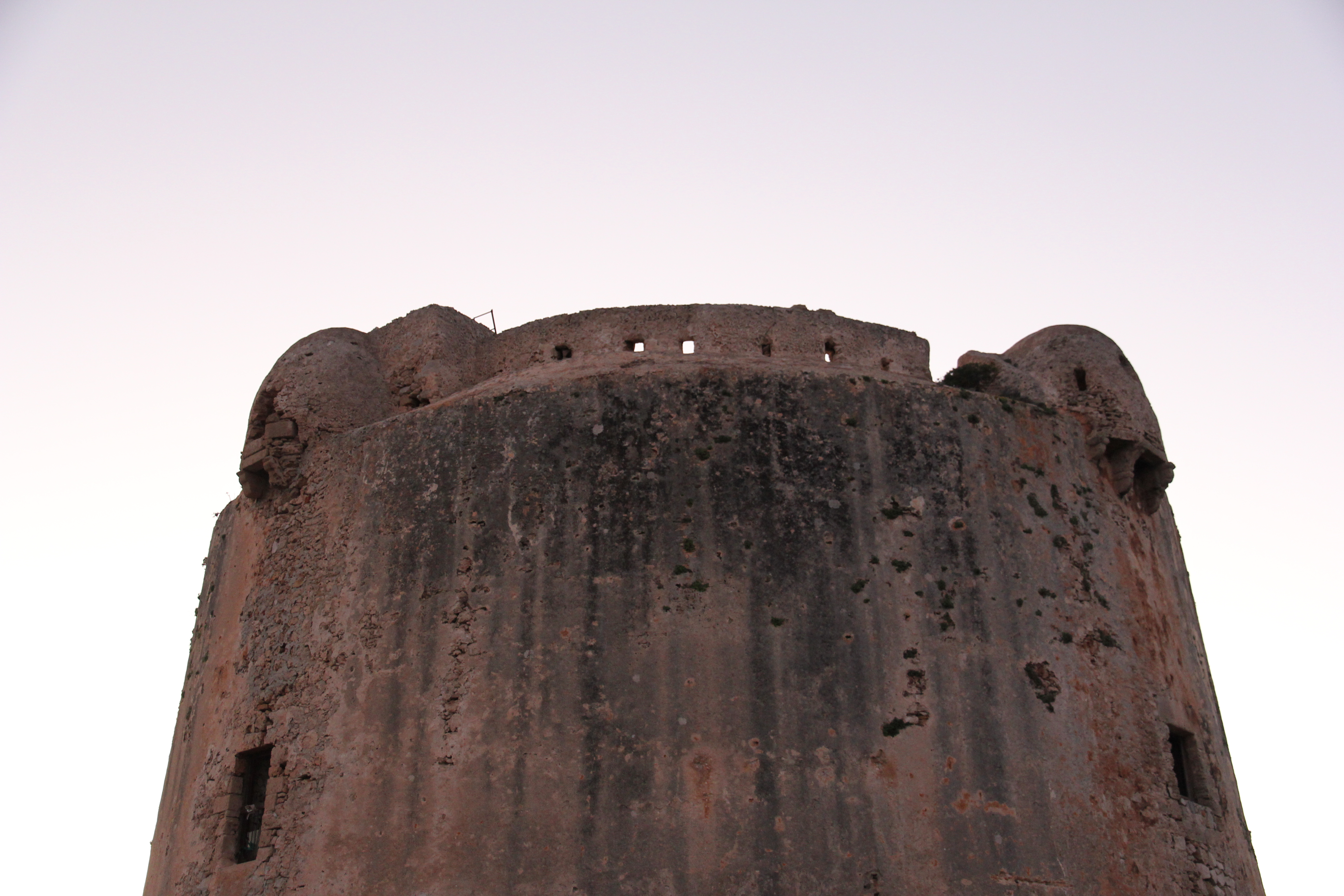
Caditoia e piombatoie
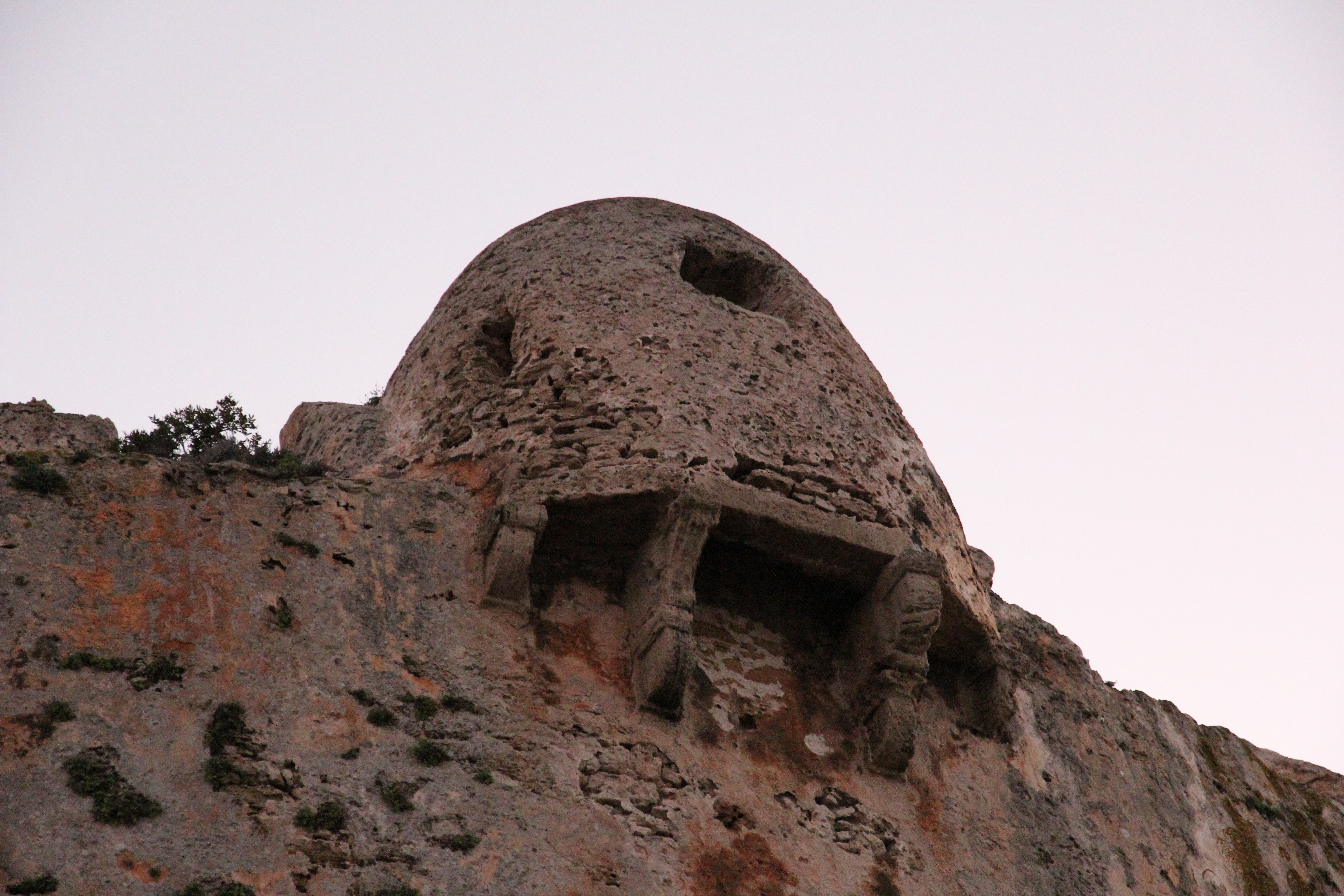
La piombatoia lato sud